# Palpada atrimana
Palpada atrimana är en tvåvingeart som först beskrevs av Friedrich Hermann Loew 1866.  Palpada atrimana ingår i släktet Palpada och familjen blomflugor. Inga underarter finns listade i Catalogue of Life.